# C2A (consumer-to-administration)
C2A (z ang. consumer-to-administration) – nazwa relacji występująca między klientami a administracjami rządowymi. Relacja ta pozwala obywatelowi zgłaszać się do urzędów państwowych (administracji) w celu realizacji istotnych i koniecznych dla niego spraw drogą elektroniczną.
Przykłady tego modelu to złożenie wniosku o wydanie paszportu, dowodu osobistego, ogłaszanie przetargów, realizacja wypłat, dostarczenie rozliczenia podatkowego poprzez wysłanie e-maili lub skorzystanie z serwisu WWW.
Zobacz też: E-biznes.